# Ламантиа, Филипп
Филип Ламантиа (англ. Philip Lamantia; 23 октября 1927 — 7 марта 2005) — американский поэт, преподаватель, представитель битничества и Чикагской группы сюрреалистов (англ. Chicago Surrealist Group).
Филип Ламантия родился 23 октября 1927 года в Сан-Франциско в семье иммигрантов с Сицилии. Он начал писать стихи в начальной школе и был даже на некоторое время исключен из младших классов средней школы за «интеллектуальный разврат», т. е. за увлечение произведениями Эдгара Алана По и Г. Ф. Лавкрафта. В возрасте шестнадцати лет, познакомившись с сюрреализмом благодаря ретроспективам Миро и Дали в Сан-Францисском художественном музее, он начинает писать сюрреалистические стихи, осознавая «чисто революционную природу» сюрреализма «даже до знакомства с теорией сюрреализма, в силу особенностей моего темперамента». Короткое время спустя Ламантиа покидает дом, чтобы примкнуть к нью-йоркскому сюрреалистическому движению и получает похвалу от Андре Бретона, который назвал его «голосом, который появляется раз в столетие».
Стихотворение Ламантиа были опубликованы Андре Бретоном в 1943 году под псевдонимом VVV. Первая книга Ламантиа, «Эротические стихотворения» (Erotic Poems, 1946) была напечатана в Беркли, вторая «Ekstasis», появилась после знаменитого выступления Шести Поэтов в галерее «Шесть», а затем в издательстве City Lights было опубликовано «Избранное» (Selected Poems 1943–1966),
Как и работы многих его коллег по движению битников, поэзия Ламантиа демонстрирует разрыв между «восхищением реальностью и вездесущим чувством страдания и ужаса, присущего человеческому существованию». Ламантиа — единственный поэт своего поколения, который был как полноправным представителем американского сюрреализма, так и провозвестником и последователем, того, что определило эстетику поколения битников.